# Bajram Begaj
Bajram Begaj (Rrogozhinë, 20 de marzo de 1967) es un militar retirado, médico y político albanés, actual Presidente de Albania, cargo que asumió el 24 de julio de 2022.
Begaj, que tiene una larga carrera en el ejército albanés, se desempeñó por última vez como el 26.° Jefe del Estado Mayor de las Fuerzas Armadas de Albania del 29 de julio de 2020 hasta el 4 de junio de 2022. El 3 de junio de 2022, Begaj fue nominado oficialmente por el gobernante Partido Socialista como candidato a la cuarta vuelta de las elecciones presidenciales de 2022. Al asumir el cargo, Begaj se convirtió en el quinto presidente en la historia de Albania con antecedentes militares, después de Ahmet Zogu, Ramiz Alia, Alfred Moisiu y Bujar Nishani.

## Biografía

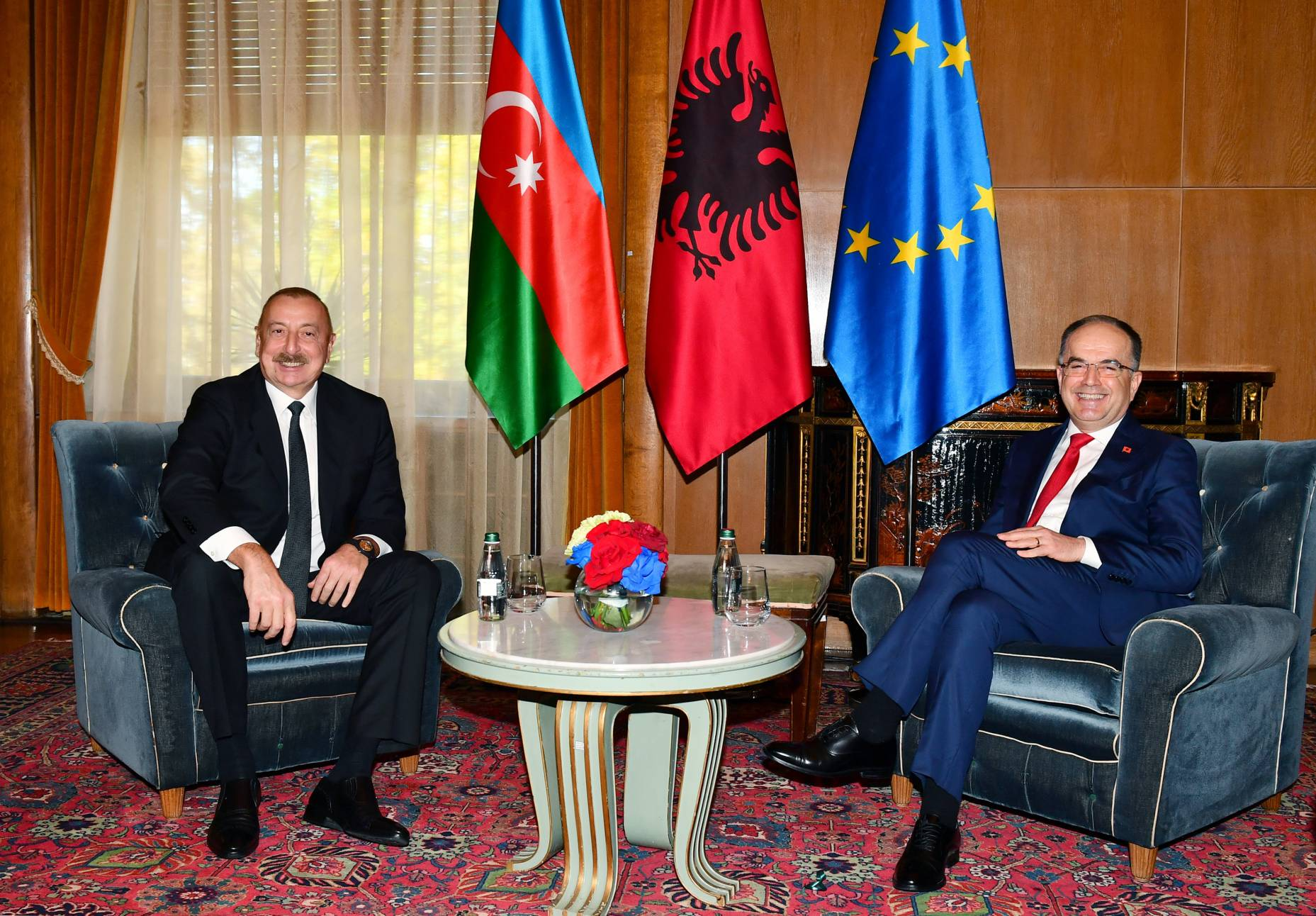
Ilham Aliyev y Bajram Begaj

Bajram Begaj nació el 20 de marzo de 1967 en Rrogozhinë. Se graduó de la Facultad de Medicina de Tirana (Departamento de Medicina General) en 1989 y se convirtió en médico en activo en 1998. Habiendo completado su doctorado profesional, ostenta el título de "Profesor Asociado" en Medicina.
Durante su carrera militar de 31 años, ha participado en numerosos seminarios de formación y ha realizado cursos en Seguridad y Defensa, el Posgrado Avanzado de Medicina, un Posgrado de Especialización en Gastrohepatología, un curso de Gestión Hospitalaria, un curso de Liderazgo Médico Estratégico en Estados Unidos, un curso de Especialización en Medicina y un curso de Salud en Grecia.
Begaj se desempeñó como Comandante del Comando de Doctrina y Entrenamiento en las Fuerzas Armadas de Albania. Ha ocupado varios otros cargos, entre ellos: Jefe de la Unidad Médica Militar y Director Militar Adjunto de SUT, Director del Hospital Militar, Director de la Inspección de Salud, entre otros cargos. Begaj fue nombrado Jefe del Estado Mayor General de las Fuerzas Armadas de Albania en julio de 2020 y asumió el cargo más tarde ese mes.
Está casado y tiene dos hijos.